# Ono Eriko
Ono Eriko (小野繪里子/ おのえりこ sinh ngày 5 tháng 5 năm 1962 ở Tokyo) là tác giả của manga nổi tiếng Nhóc Miko - Cô bé nhí nhảnh, bộ truyện ra mắt vào năm 2007 và đã được chuyển thể thành anime.
Gia đình của Ono Eriko gồm chồng và 2 con gái.
Năm 1987, cô ra mắt với cuốn sách "Giữ vóc dáng mà không cần ăn kiêng" (dành cho các bà nội trợ tại  Nhật Bản). Năm 1988, có các mẩu truyện tranh với Miko là nhân vật chính được đăng trên tạp chí Pyon Pyon. Năm 1990 phát triển lên thành "Nhóc Miko". Sau khi chuyển sang tạp chí Chao thì chuyển thành "Nhóc Miko, cô bé nhí nhảnh". Tính từ tháng 2 năm 2008, "Nhóc Miko" đã được đăng 19 năm sau khi phát hành.